# Гусаков Володимир Миколайович
Володи́мир Микола́йович Гусако́в (нар. 10 жовтня 1949, с. Миколаївка) — архітектор, кандидат архітектури (з 2000 р.), заслужений архітектор України (1996), президент НСАУ (2011), лауреат Державної премії України в галузі архітектури (1995, 2009), дійсний член УАА. Радник Прем'єр-міністра України (2001—2002), голова Комітету із Державної премії України в галузі архітектури (1996—2002), член Міжвідомчої комісії з питань місцевого самоврядування при КМ України (з 1998).

## Біографія
Закінчив факультет архітектури сільського будівництва Харківського сільськогосподарського інституту (1966—1971). Працював головою Державного Комітету будівництва, архітектури та житлової політики України (Київ).

## Нагороди
Орден «Знак Пошани» — 1986, Державна премія України у галузі архітектури — 1995, заслужений архітектор України — 1996, орден «За заслуги» III ступеня — 1999, почесна грамота Кабінету Міністрів України — 2000.